# انورخان اوریاخل
انورخان اوریاخل (زاده: ۱۳۳۵ ولسوالی قره باغ، ولایت کابل) سیاست‌مدار افغانستانی و نماینده مردم کابل در دوره پانزدهم مجلس نمایندگان افغانستان است.

## زندگی‌نامه
انورخان اوریاخل متولد ۱۳۳۵ از ولسوالی قره باغ ولایت کابل افغانستان است. وی دارای مدرک تحصیلی بکلوریا/دیپلم است.

## دیگر فعالیت‌ها
- فرمانده جهادی.[۱]
- معاون شورای نمایندگی محصلین.[۱]